# Parti des démocrates
Le Parti des démocrates (en italien : Partito dei democratici, PD) est un ancien parti politique saint-marinais, pendant local de mouvement italien des Démocrates de gauche. 

## Histoire
Le Parti des démocrates est issu de la fusion, en 2001, du Parti progressiste démocrate saint-marinais (l'ancien Parti communiste saint-marinais qui avait adopté ce nom en 1990) et de deux petits mouvements de tendance sociale-démocrate, les Socialistes pour la réforme et Idées en mouvement.
En 2005, le Parti des démocrates fusionne avec le Parti socialiste saint-marinais pour donner naissance au Parti des socialistes et des démocrates. Son aile gauche, refusant cette fusion, constitue alors le Parti de la gauche, réplique locale de la Gauche démocrate.